# Berus
Ne doit pas être confondu avec Bérus.
Berus est un quartier de la ville allemande d'Überherrn en Sarre, dans le district de Sarrelouis.

## Géographie
Le village de Berus est situé en bordure de la frontière franco-allemande.

## Toponymie
- Anciennes mentions : Bellus Ramus (1235)[1], Berain ou Beau-Rain[2], Bérus[2].
- En sarrois : Bäres.

## Histoire
La ville fait partie du territoire du Westrich.

En 1248, le duc Mathieu II de Lorraine donna Berus et Dalhem à sa femme, la duchesse Catherine de Limbourg, en échange de Guemondes ou Sarguemines, qui était du propre héritage de cette princesse, pour pouvoir en profiter paisiblement après la mort dudit duc.
En 1465, Jean, comte de Nassau-Sarrebruck, consentit que le duc Charles II de Lorraine reprenne possession du château et de la ville de Berus, engagés au dit duc pour sûreté de la prévôté de Commercy, en lui payant encore six-cents florins.
En 1543, le duc Antoine de Lorraine acquit Châtel-sur-Moselle et Bainville-aux-Miroirs de Valentin, comte d'Isembourg, en lui cédant en échange Vaudrevange et Belrain alias Bérus, dans la Lorraine allemande. Ces
deux endroits sont rentrés dans le domaine du duc de Lorraine. Détruite  par les armées  suédoises pendant la guerre  de trente-ans (1635) , la ville ne fut reconstruite que 45 ans plus tard sept kilomètres en aval.
Elle était avant 1705 une ville du Duché de Lorraine et prévôté dont dépendaient une vingtaine de villages, ainsi que l'abbaye et le bourg de Busendorf (aujourd'hui Bouzonville). Après 1705, Berus fut réuni à Busendorf avec les villages qui en dépendaient. Sur le plan religieux, Berus dépendait à la même époque du diocèse de Metz.
Commune et chef-lieu de canton du département de la Moselle en 1790, Berus est classé dans le canton de Sarrelouis par l'arrêté consulaire du 29 vendémiaire an X, puis cédé à la Prusse en vertu du traité du 20 novembre 1815. Était ensuite une commune allemande indépendante jusqu'en 1974.

### Canton de Bérus
Ce canton a existé de 1790 à 1793, il était situé dans le district de Sarrelouis et composé des communes suivantes : Bérus, Berviller, Creutzwald-la-Croix, Dalem, Diesen, Falck, Ham-sous-Varsberg, Hargarten-aux-Mines, Merten, Oberdorff, Porcelette, Rémering, Tromborn, Varsberg et Villing.

## Héraldique
L'ancienne maison de Bérus alias Bérain portait : d'azur, deux, trois lions d'argent, couronnés ; armés et lampassés d'or.

## Lieux et monuments

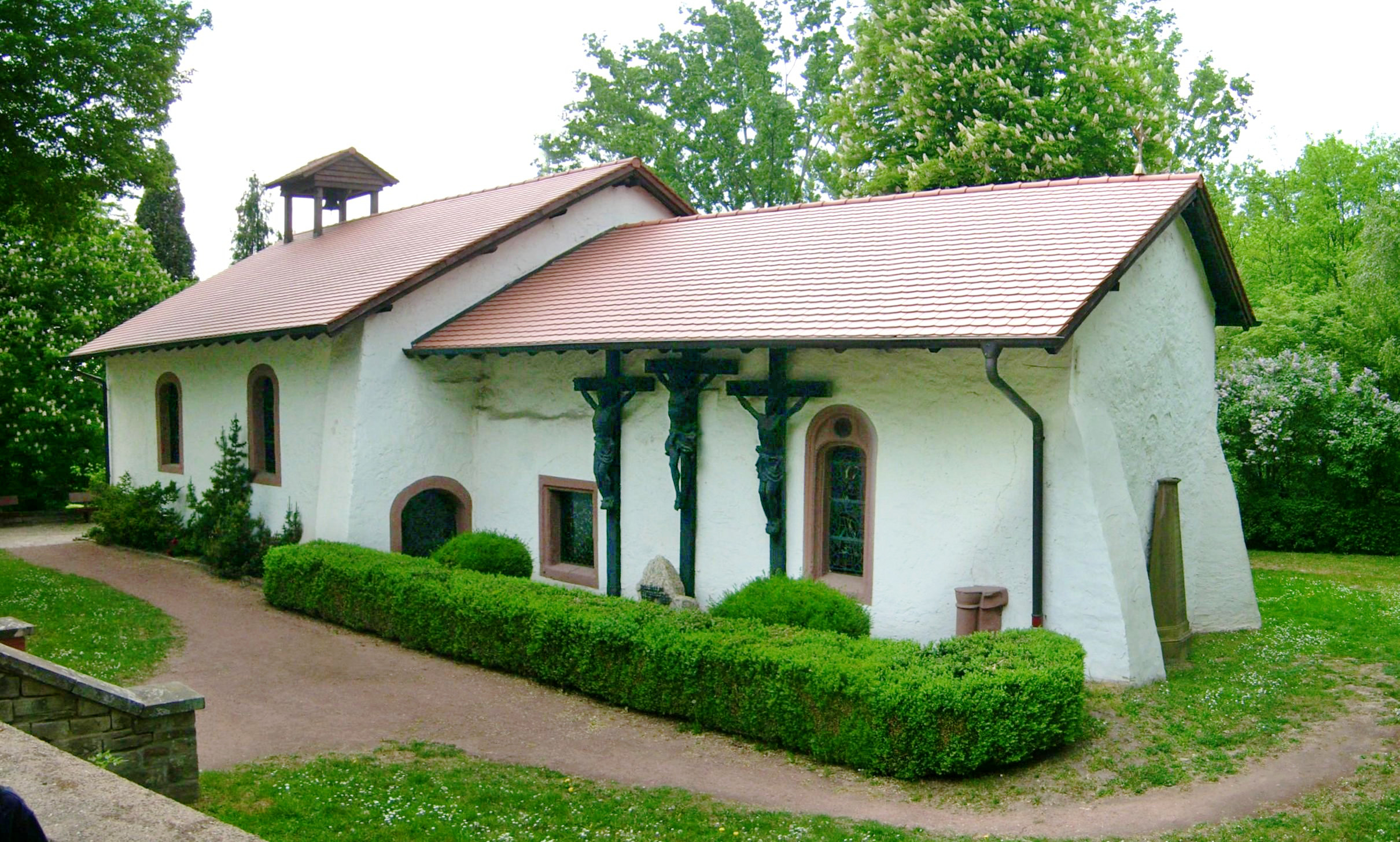
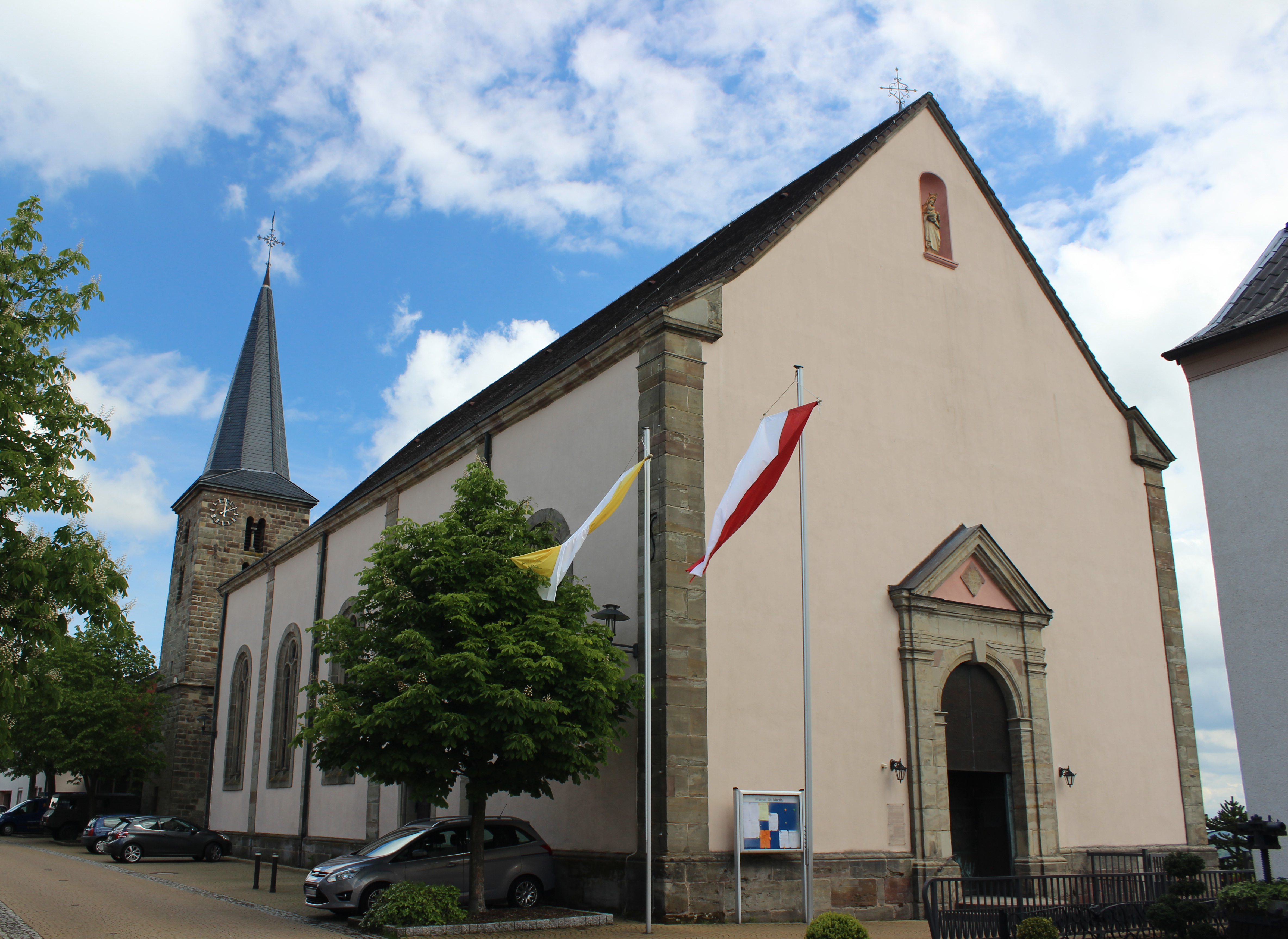
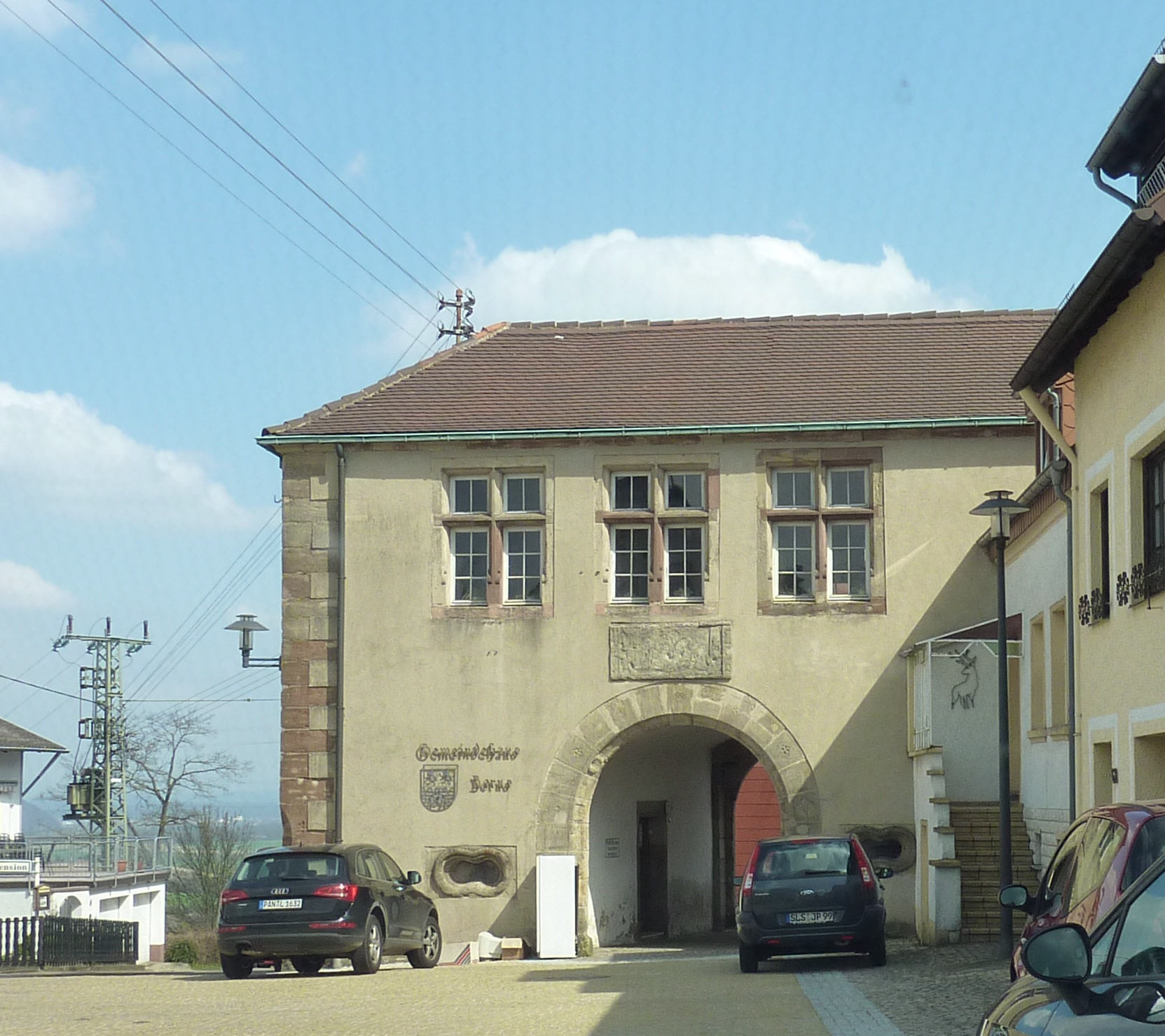
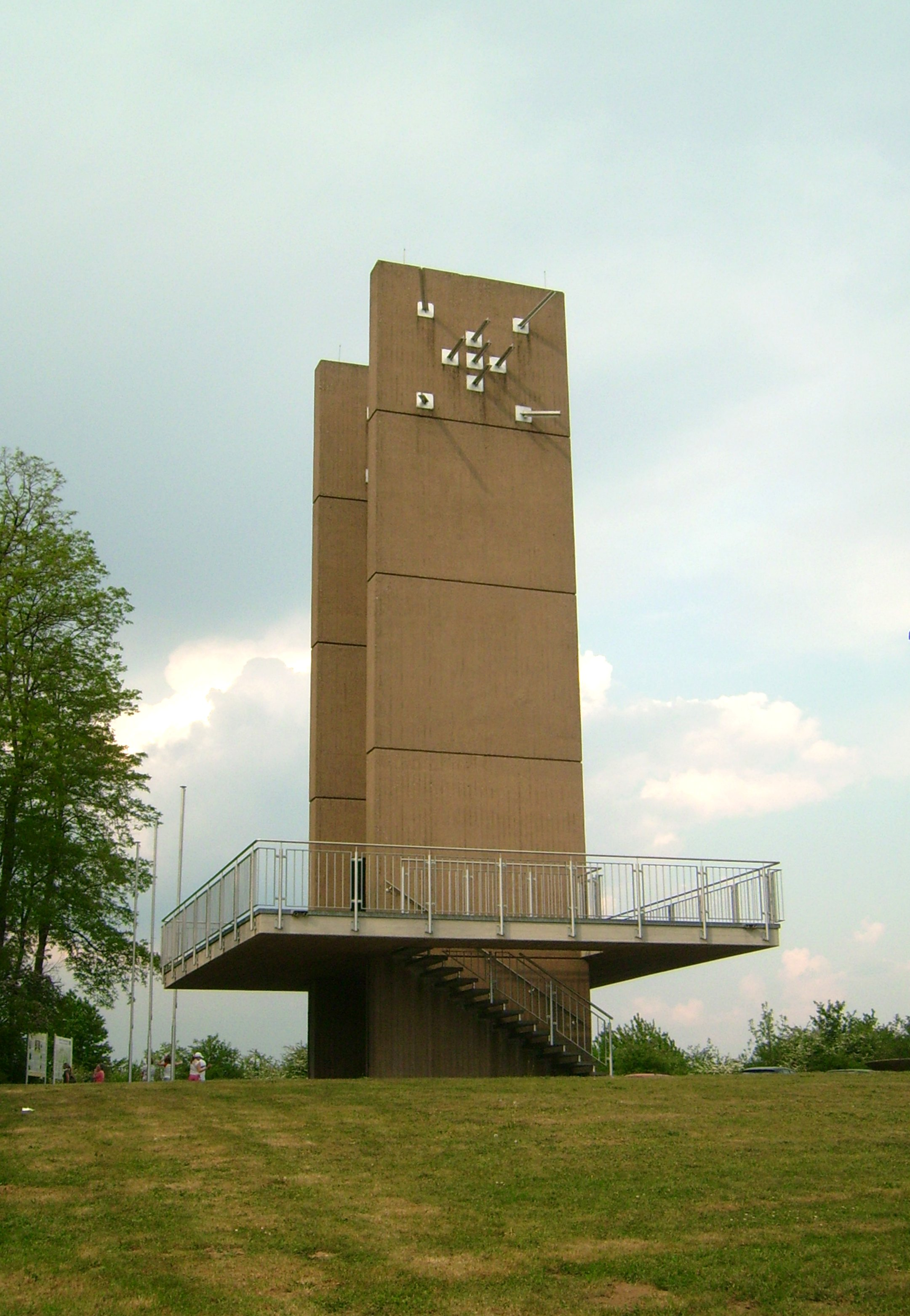
« Europa Denkmal », Monument commémorant l’Europe.

## Personnalités liées
- Hans Walter Lorang, artiste local.
- Oranne d'Eschweiler